# Carlo Monni
Carlo Monni (Campi Bisenzio, 23 ottobre 1943 – Firenze, 19 maggio 2013) è stato un attore italiano.

## Biografia
Esordì con spettacoli nei locali e nelle feste paesane della sua zona; in queste occasioni ebbe la possibilità di incontrare Roberto Benigni, con cui strinse un lungo sodalizio artistico e umano. Nel 1976 Monni e Benigni approdarono su Rai 2: i due comici fingevano di disturbare le frequenze della Rai con la fantasiosa tv Onda Libera che trasmetteva da "una stalla di Capalle", con la scenografia arricchita da alcune mucche.
Nel 1978 fu nel programma di Roberto Benigni Vita da Cioni. Da quell'anno in poi recitò in diversi film che gli diedero la notorietà, tra cui spicca Berlinguer ti voglio bene di Giuseppe Bertolucci e Il Comizio con Roberto Benigni che era stato riproposto più volte sulla Rete 3 nei primi anni '80 e su Rai 1 nel 2002. Nel corso della sua carriera ebbe l'opportunità di lavorare per molti registi impegnati, come ad esempio Marco Ferreri, Sergio Citti, Massimo Troisi, Mario Monicelli, Carlo Lizzani, Pupi Avati, Tinto Brass e Paolo Virzì. Nel 1987 venne chiamato da Daniele Luchetti per il film Domani accadrà, ma dovette rifiutare a causa di un impegno teatrale. Celebre nel 1984 il ruolo di "Vitellozzo", interpretato nel film Non ci resta che piangere, al fianco di Roberto Benigni e Massimo Troisi.
Molto rare furono invece le sue apparizioni in televisione, mezzo di comunicazione che non apprezzava: nel 1987 rifiutò di partecipare a Indietro tutta di Renzo Arbore, mentre negli ultimi anni di vita partecipò come ospite, sempre al fianco dell'amico Massimo Ceccherini, al programma Stracult. Presenziò a oltre cento spettacoli pubblici, tra cui nel 1998 lo spettacolo teatrale di Alessandro Paci e Massimo Ceccherini Fermi tutti questo è uno spettacolo nel ruolo di Mastro Geppetto. Tra un impegno e l'altro amava dedicarsi al verseggiare libero nella tradizione toscana.

### Morte
Malato da tempo, è morto il 19 maggio 2013 in ospedale all'età di 69 anni.

## Omaggi
Il 19 maggio 2014, nel primo anniversario della scomparsa, l'amministrazione comunale di Campi Bisenzio ha dedicato a Monni il teatro cittadino, che ha assunto il nome di Teatrodante Carlo Monni. Il 23 ottobre 2013 il Comune di Firenze ha intitolato a Carlo Monni la fermata della tramvia al Parco delle Cascine (T1 Cascine - Carlo Monni).
La prima stagione de I delitti del BarLume è dedicata a Carlo Monni.
Nel 2016 è uscito il libro Carlo Monni. Balenando in burrasca, a cura di Pilade Cantini (Edizioni Clichy).

## Filmografia

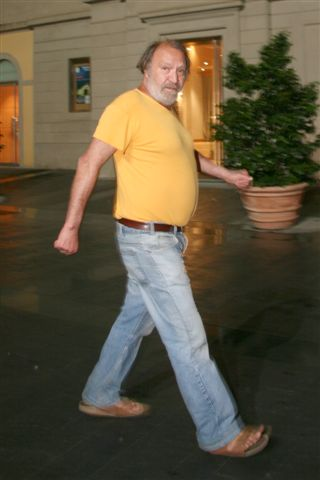
Monni fuori dal Teatro Dante di Campi Bisenzio (2008)

- Il Saprofita, regia di Sergio Nasca (1974)
- Berlinguer ti voglio bene, regia di Giuseppe Bertolucci (1978)
- Rock'n roll, regia di Vittorio De Sisti (1978)
- Ciao nì!, regia di Paolo Poeti (1979)
- Maschio, femmina, fiore, frutto, regia di Ruggero Miti (1979)
- Chiedo asilo, regia di Marco Ferreri (1979)
- Contamination, regia di Luigi Cozzi (1980)
- Storie di ordinaria follia, regia di Marco Ferreri (1981) - solo nei crediti
- Il minestrone, regia di Sergio Citti (1981)
- Bim bum bam di Aurelio Chiesa (1981)
- I carabbinieri, regia di Francesco Massaro (1981)
- Il buon soldato, regia di Franco Brusati (1982)
- Assassinio al cimitero etrusco, regia di Sergio Martino (Christian Plummer) (1982)
- No grazie, il caffè mi rende nervoso, regia di Lodovico Gasparini (1982)
- Il paramedico, regia di Sergio Nasca (1982)
- Io con te non ci sto più, regia di Gianni Amico (1983)
- Tu mi turbi, regia di Roberto Benigni (1983)
- Effetti personali, regia di Giuseppe Bertolucci e Loris Mazzetti (1983)
- Non ci resta che piangere, regia di Roberto Benigni e Massimo Troisi (1984)
- La donna delle meraviglie, regia di Alberto Bevilacqua (1985)
- Casablanca, Casablanca, regia di Francesco Nuti (1985)
- Mamma Ebe, regia di Carlo Lizzani (1985)
- Speriamo che sia femmina, regia di Mario Monicelli (1986)
- Aurelia, regia di Giorgio Molteni (1987)
- I miei primi 40 anni, regia di Carlo Vanzina (1987)
- Ultimo minuto, regia di Pupi Avati (1987)
- Investigatori d'Italia, regia di Paolo Poeti – miniserie TV, 2 episodi (1987)
- Minaccia d'amore, regia di Ruggero Deodato (1988)
- Piazza Navona, episodio 4 O Samba, regia di Daniele Costantini – serie TV (1988)
- Snack Bar Budapest, regia di Tinto Brass (1988)
- Una casa a Roma, regia di Bruno Cortini (1988)
- Caruso Pascoski di padre polacco, regia di Francesco Nuti (1988)
- Chiara e gli altri – serie TV, 22 episodi (1989-1991)
- Come stanno bene insieme, regia di Vittorio Sindoni (1989)
- Benvenuti in casa Gori, regia di Alessandro Benvenuti (1990)
- Zitti e mosca, regia di Alessandro Benvenuti (1991)
- Bonus Malus, regia di Vito Zagarrio (1993)
- Miracolo italiano, regia di Enrico Oldoini (1994)
- Dietro la pianura, regia di Gerardo Fontana e Paolo Girelli (1994)
- Pazza famiglia, (1995-1996)
- Ritorno a casa Gori, regia di Alessandro Benvenuti (1996)
- Albergo Roma, regia di Ugo Chiti (1996)
- 3, regia di Christian De Sica (1996)
- Tutti giù per terra, regia di Davide Ferrario (1997)
- Prima la musica, poi le parole, regia di Fulvio Wetzl (1998)
- Grazie di tutto, regia di Luca Manfredi (1998)
- I volontari, regia di Domenico Costanzo (1998)
- Il guerriero Camillo, regia di Claudio Bigagli (1999)
- Lucignolo, regia di Massimo Ceccherini (1999)
- Caruso, zero in condotta, regia di Francesco Nuti (2001)
- Fughe da fermo, regia di Edoardo Nesi (2001)
- Né terra né cielo, regia di Giuseppe Ferlito (2002)
- Andata e ritorno, regia di Alessandro Paci (2003)
- The Accidental Detective, regia di Vanna Paoli (2003)
- 13dici a tavola, regia di Enrico Oldoini (2004)
- Mani molto pulite, regia di Michele Coppini (2005)
- Fave - Quelli di Pinocchio, regia di Massimo Ceccherini (2006)
- N (Io e Napoleone), regia di Paolo Virzì (2006)
- Non ci credo, regia di Vanna Paoli (2006)
- Via Varsavia , regia di Emiliano Cribari (2006)
- Il pugno di Gesù, regia Stefan Jaeger (2007)
- Il mattino ha l'oro in bocca, regia di Francesco Patierno (2008)
- Non c'è più niente da fare, regia di Emanuele Barresi (2008)
- Intrecci, regia di Giacomo De Bastiani (2008)
- Cenci in Cina, regia di Marco Limberti (2009)
- La banda del brasiliano, regia di John Snellinberg (2009)
- Gelmini T.V.B., regia di Tommaso Maccari Malquori – cortometraggio (2011)
- Manuale d'amore 3, regia di Giovanni Veronesi (2011)
- Ridere fino a volare, regia di Adamo Antonacci (2012)
- Vitrum - Riverberi nello specchio, regia di Marco Cei (2013)
- La mia mamma suona il rock, regia di Massimo Ceccherini (2013), (non distribuito al cinema)
- I delitti del BarLume, regia di Eugenio Cappuccio (2013)
- Uscio e Bottega, regia di Marco Daffra (2013)
- Sogni di gloria, regia di John Snellinberg (2013)
- L'Ornitorinco, regia di Piero Bronzi e Guido Ciavola (2013)

## Pubblicità
- Volkswagen Jetta (1985)

## Teatro
Tra gli spettacoli a cui ha partecipato ci sono l'adattamento televisivo RAI di L'uomo, la bestia e la virtù (1991) di Carlo Cecchi, Fermi tutti questo è uno spettacolo, Pinocchio (1998) con Alessandro Paci e Massimo Ceccherini, Elogio del sudicio (2002), Pinocchio (2009) con Alessandro Paci e Massimo Ceccherini, Falstaff con Marco Cocci e Nottecampana, uno spettacolo sulla vita di Dino Campana con Arlo Bigazzi, Orio Odori e Giampiero Bigazzi. Nel 2010 va in scena con una versione corale di Benvenuti in casa Gori, regia di Alessandro Benvenuti, presso il Teatro Dante di Campi Bisenzio insieme con Anna Meacci, Giuseppe Troilo, Sandro Trippi, Maura Graziani, Alessio Grandi, Vanessa De Feo e Giulia Aiazzi.